# Ramphocelus bresilius
Ramphocelus bresilius е вид птица от семейство Тангарови (Thraupidae).

## Разпространение
Видът е разпространен в Аржентина и Бразилия.